# Lijst van voetbalinterlands Nederland - Noorwegen (mannen)
Deze lijst van voetbalinterlands is een overzicht van alle officiële voetbalwedstrijden tussen de nationale teams van Nederland en Noorwegen. De landen hebben tot op heden 22 keer tegen elkaar gespeeld. De eerste ontmoeting, een vriendschappelijke wedstrijd, vond plaats in Oslo op 31 augustus 1919. Het laatste duel, een kwalificatiewedstrijd voor het Wereldkampioenschap voetbal 2022, werd gespeeld op 16 november 2021 Rotterdam.

## Wedstrijden
| №  | № Int. NED | Plaats    | Datum             | Competitie           | Wedstrijd             | Uitslag |
| -- | ---------- | --------- | ----------------- | -------------------- | --------------------- | ------- |
| 1  | 45         | Oslo      | 31 augustus 1919  | Vriendschappelijk    | Noorwegen – Nederland | 1 – 1   |
| 2  | 105        | Oslo      | 12 juni 1929      | Vriendschappelijk    | Noorwegen – Nederland | 4 – 4   |
| 3  | 106        | Amsterdam | 3 november 1929   | Vriendschappelijk    | Nederland – Noorwegen | 1 – 4   |
| 4  | 142        | Amsterdam | 1 november 1936   | Vriendschappelijk    | Nederland – Noorwegen | 3 – 3   |
| 5  | 171        | Oslo      | 26 mei 1948       | Vriendschappelijk    | Noorwegen – Nederland | 1 – 2   |
| 6  | 189        | Rotterdam | 6 juni 1951       | Vriendschappelijk    | Nederland – Noorwegen | 2 – 3   |
| 7  | 201        | Oslo      | 27 september 1953 | Vriendschappelijk    | Noorwegen – Nederland | 4 – 0   |
| 8  | 213        | Amsterdam | 6 november 1955   | Vriendschappelijk    | Nederland – Noorwegen | 3 – 0   |
| 9  | 233        | Oslo      | 28 mei 1958       | Vriendschappelijk    | Noorwegen – Nederland | 0 – 0   |
| 10 | 243        | Rotterdam | 4 november 1959   | Vriendschappelijk    | Nederland – Noorwegen | 7 – 1   |
| 11 | 260        | Oslo      | 16 mei 1962       | Vriendschappelijk    | Noorwegen – Nederland | 2 – 1   |
| 12 | 323        | Rotterdam | 1 november 1972   | WK 1974 kwalificatie | Nederland – Noorwegen | 9 – 0   |
| 13 | 329        | Oslo      | 12 september 1973 | WK 1974 kwalificatie | Noorwegen – Nederland | 1 – 2   |
| 14 | 490        | Oslo      | 23 september 1992 | WK 1994 kwalificatie | Noorwegen – Nederland | 2 – 1   |
| 15 | 496        | Rotterdam | 9 juni 1993       | WK 1994 kwalificatie | Nederland – Noorwegen | 0 – 0   |
| 16 | 512        | Oslo      | 12 oktober 1994   | EK 1996 kwalificatie | Noorwegen – Nederland | 1 – 1   |
| 17 | 522        | Rotterdam | 15 november 1995  | EK 1996 kwalificatie | Nederland – Noorwegen | 3 – 0   |
| 18 | 593        | Oslo      | 21 augustus 2002  | Vriendschappelijk    | Noorwegen – Nederland | 0 – 1   |
| 19 | 675        | Oslo      | 15 oktober 2008   | WK 2010 kwalificatie | Noorwegen – Nederland | 0 – 1   |
| 20 | 681        | Rotterdam | 10 juni 2009      | WK 2010 kwalificatie | Nederland – Noorwegen | 2 – 0   |
| 21 | 826        | Oslo      | 1 september 2021  | WK 2022 kwalificatie | Noorwegen – Nederland | 1 − 1   |
| 22 | 832        | Rotterdam | 16 november 2021  | WK 2022 kwalificatie | Nederland – Noorwegen | 2 − 0   |

## Samenvatting
| Competitie        | Totaal gespeeld | Winst Nederland | Gelijk | Winst Noorwegen | Doelsaldo Nederland – Noorwegen |
| ----------------- | --------------- | --------------- | ------ | --------------- | ------------------------------- |
| WK-kwalificatie   | 8               | 5               | 2      | 1               | 18 − 4                          |
| EK-kwalificatie   | 2               | 1               | 1      | 0               | 4 − 1                           |
| Vriendschappelijk | 12              | 4               | 4      | 4               | 25 − 23                         |
| Totaal            | 22              | 10              | 7      | 5               | 47 − 28                         |

Wedstrijden bepaald door strafschoppen worden, in lijn met de FIFA, als een gelijkspel gerekend.

## Details

### Eerste ontmoeting
| Vriendschappelijk (Oslo, Noorwegen, 31 augustus 1919): |              | |
| Noorwegen | 1 – 1        | Nederland |
| Kåre Engebretsen 80' | goals        | 58' Wout Buitenweg |
| William Kelly | bondscoach   | Fred Warburton |
| Sigurd Wathne Otto Aulie Per Skou Adolph Wold Asbjørn Halvorsen Alexander Olsen Michael Paulsen Kaare Engebretsen Johnny Helgesen Einar Gundersen Per Holm | opstellingen | Just Göbel Harry Dénis Ben Verweij Henk Hordijk Piet Tekelenburg Henk Steeman Piet van der Wolk Martien Houtkooper Wout Buitenweg Huub Felix Dé Kessler |
| - Debuut van Alexander Olsen (SK Brann) voor Noorwegen. - Debuut van Martien Houtkooper (HFC Haarlem) en Huub Felix (MVV) voor Nederland.                  |              | |

### Tweede ontmoeting
| Vriendschappelijk (Oslo, Noorwegen, 12 juni 1929): |              | |
| Noorwegen | 4 – 4        | Nederland |
| Jørgen Juve 40' Jørgen Juve 43' Jørgen Juve 60' Einar Andersen 68'                                                                                           | goals        | 10' Cor Kools 16' Wim Tap 27' Gep Landaal 89' Cor Kools |
| Thomas Mitchell | bondscoach   | Bob Glendenning |
| Henry Johansen Egil Brenna Lund Haakon Walde Finn Berstad Alexander Olsen Oscar Thorstensen Herbert Lunde Einar Andersen Jørgen Juve Kaare Lie Kåre Kongsvik | opstellingen | Gejus van der Meulen Kees van der Zalm Dolf van Kol Huub de Leeuw Maarten Grobbe Koos van der Wildt Gep Landaal Felix Smeets Wim Tap Cor Kools 41' Frans Hombörg |
| | wissels      | 41' Jaap van de Griend |
| - Debuut van Haakon Walde en Kåre Kongsvik (SK Brann) voor Noorwegen. - Debuut van Huub de Leeuw (Willem II) voor Nederland.                                 |              | |

### Derde ontmoeting
| Vriendschappelijk (Amsterdam, Nederland, 3 november 1929): |              | |
| Nederland | 1 – 4        | Noorwegen |
| Jan van den Broek 19' | goals        | 10' Jørgen Juve 26' Jørgen Juve 38' Jørgen Juve 71' Sverre Berg-Johannesen                                                                                            |
| Bob Glendenning | bondscoach   | Thomas Mitchell |
| Gejus van der Meulen Sjaak de Bruin Dolf van Kol Huub de Leeuw Koos van der Wildt Puck van Heel Gep Landaal Cor Kools Herman van Loon Jan van den Broek Evert van der Heijden | opstellingen | Henry Johansen Egil Brenna Lund Thaulow Goberg Kjeld Kjos Finn Berstad Jacob Berner Olav Gundersen Einar Andersen Jørgen Juve Harald Gundersen Sverre Berg-Johannesen |
| - Debuut van Herman van Loon (Willem II) en Evert van der Heijden (WVV) voor Nederland.                                                                                       |              | |

### Vierde ontmoeting
| Vriendschappelijk (Amsterdam, Nederland, 1 november 1936):                                                                                       |              | |
| Nederland | 3 – 3        | Noorwegen |
| Beb Bakhuijs 46' Kick Smit 53' Charles de Bock 88'                                                                                               | goals        | 33' Alf Martinsen 72' Arne Brustad 81' Arne Brustad |
| Bob Glendenning | bondscoach   | Assi Halvorsen |
| Leo Halle Mauk Weber Bertus Caldenhove Wim Anderiesen Bas Paauwe Puck van Heel Frank Wels Charles de Bock Beb Bakhuijs Kick Smit Joop van Nellen | opstellingen | Henry Johansen Nils Eriksen Øivind Holmsen Magdalon Monsen 30' Jørgen Juve Rolf Holmberg Odd Frantzen Reidar Kvammen Alf Martinsen Arne Børresen Arne Brustad |
| | wissels      | 30' Oddmund Andersen |
| - Debuut van Charles de Bock (Bloemendaalse VC) voor Nederland.                                                                                  |              | |

### Vijfde ontmoeting
| Vriendschappelijk (Oslo, Noorwegen, 26 mei 1948): |       |                                        |
| Noorwegen                                         | 1 – 2 | Nederland                              |
| Odd Wang Sørensen 7'                              | goals | 33' Mick Clavan 77' Cock van der Tuijn |

### Zesde ontmoeting
| Vriendschappelijk (Rotterdam, Nederland, 6 juni 1951): |       |                                                                   |
| Nederland                                              | 2 – 3 | Noorwegen                                                         |
| Noud van Melis 44' Abe Lenstra 50'                     | goals | 26' Sverre Johannesen 29' Odd Wang Sørensen 59' Sverre Johannesen |

### Zevende ontmoeting
| Vriendschappelijk (Oslo, Noorwegen, 27 september 1953):                    |       |           |
| Noorwegen                                                                  | 4 – 0 | Nederland |
| Gunnar Thoresen 54' Hans Nordahl 58' Gunnar Dybwad 67' Gunnar Thoresen 73' | goals |           |

### Achtste ontmoeting
| Vriendschappelijk (Amsterdam, Nederland, 6 november 1955): |       |           |
| Nederland                                                  | 3 – 0 | Noorwegen |
| Tinus Bosselaar 29' Tinus Bosselaar 36' Bram Appel 83'     | goals |           |

### Negende ontmoeting
| Vriendschappelijk (Oslo, Noorwegen, 28 mei 1958): |       |           |
| Noorwegen                                         | 0 – 0 | Nederland |
|                                                   | goals |           |

### Tiende ontmoeting
| Vriendschappelijk (Rotterdam, Nederland, 4 november 1959):                                                                                        |       |                      |
| Nederland | 7 – 1 | Noorwegen            |
| Kees Rijvers 30' Tonny van der Linden 38' Faas Wilkes 50' Piet van der Kuil 58' Tonny van der Linden 77' Tonny van der Linden 85' Faas Wilkes 89' | goals | 7' Per Kristoffersen |

### Elfde ontmoeting
| Vriendschappelijk (Oslo, Noorwegen, 16 mei 1962): |       |                         |
| Noorwegen                                         | 2 – 1 | Nederland               |
| Roald Jensen 50' Bjørn Borgen 63'                 | goals | 1' Tonny van der Linden |

### Twaalfde ontmoeting
| WK 1974 kwalificatie (Rotterdam, Nederland, 1 november 1972): |              | |
| Nederland | 9 – 0        | Noorwegen |
| Johan Neeskens 31' Johan Neeskens 51' Johan Cruijff 55' Johan Neeskens 63' Theo de Jong 70' Willy Brokamp 76' Piet Keizer 80' (pen.) Johan Cruijff 82' Willy Brokamp 87' | goals        | |
| František Fadrhonc | bondscoach   | George Curtis |
| Jan van Beveren Dick Schneider Barry Hulshoff Aad Mansveld Ruud Krol Theo de Jong Johan Neeskens Wim van Hanegem Theo Pahlplatz 66' Johan Cruijff Piet Keizer            | opstellingen | Per Haftorsen Erling Meirik Per Pettersen Thor Spydevold 60' Sigbjørn Slinning Trygve Bornø 80' Svein Hammerø Tor Egil Johansen Harry Hestad Tor Fuglset Jan Fuglset |
| Willy Brokamp 66' | wissels      | 60' Tor Alsaker-Nøstdahl 80' Sven Birkeland |
| | gele kaarten | ??' Per Haftorsen |
| - Debuut van Svein Hammerø (Viking IL) voor Noorwegen. |              | |

### Dertiende ontmoeting
| WK 1974 kwalificatie (Oslo, Noorwegen, 12 september 1973):                                                                                           |              | |
| Noorwegen | 1 – 2        | Nederland |
| Harry Hestad 77' | goals        | 7' Johan Cruijff 77' Barry Hulshoff |
| George Curtis | bondscoach   | František Fadrhonc |
| Geir Karlsen Helge Karlsen Jan Birkelund Svein Grøndalen Jan Hovdan Jan Christiansen Per Pettersen Svein Kvia Harald Sunde 15' Tom Lund Harry Hestad | opstellingen | Jan van Beveren Dick Schneider Epi Drost Barry Hulshoff Ruud Krol Wim Jansen 81' Wim van Hanegem René van de Kerkhof Johan Cruijff Willy Brokamp Gerrie Mühren |
| Tor Egil Johansen 15' | wissels      | 81' Arie Haan |
| Harry Hestad ??' | gele kaarten | 73' Wim van Hanegem 74' Johan Cruijff |

### Veertiende ontmoeting
| WK 1994 kwalificatie (Oslo, Noorwegen, 23 september 1992): |              | |
| Noorwegen | 2 – 1        | Nederland |
| Kjetil Rekdal 9' (pen.) Gøran Sørloth 78' | goals        | 10' Dennis Bergkamp |
| Egil Olsen | bondscoach   | Dick Advocaat |
| Erik Thorstvedt Tore Pedersen Rune Bratseth Roger Nilsen Stig Inge Bjørnebye Gunnar Halle 60' Kåre Ingebrigtsen Kjetil Rekdal Erik Mykland Jahn Ivar Jakobsen Gøran Sørloth 82' | opstellingen | Stanley Menzo Sonny Silooy Danny Blind Ronald Koeman Frank de Boer Frank Rijkaard 84' Jan Wouters Rob Witschge 81' John van 't Schip Marco van Basten Dennis Bergkamp |
| Frank Strandli 60' Jens Jeremies 82' | wissels      | 81' Gaston Taument 84' Wim Kieft |
| Erik Mykland 84' | gele kaarten | 8' Ronald Koeman 36' Frank de Boer |

### Vijftiende ontmoeting
| WK 1994 kwalificatie (Rotterdam, Nederland, 9 juni 1993):                                                                                                   |              | |
| Nederland | 0 – 0        | Noorwegen |
| | goals        | |
| Dick Advocaat | bondscoach   | Egil Olsen |
| Ed de Goey Ulrich van Gobbel 81' Frank Rijkaard Ronald Koeman Frank de Boer Jan Wouters Marc Overmars Wim Jonk John Bosman 46' Dennis Bergkamp Regi Blinker | opstellingen | Erik Thorstvedt 85' Ronny Johnsen Tore Pedersen Rune Bratseth 46' Stig Inge Bjørnebye Jostein Flo Erik Mykland Øyvind Leonhardsen Jan Åge Fjørtoft Kjetil Rekdal Lars Bohinen |
| Peter van Vossen 46' Aron Winter 81' | wissels      | 46' Roger Nilsen 85' Geirmund Brendesæter |
| Frank de Boer 45' | gele kaarten | 10' Stig Inge Bjørnebye 56' Roger Nilsen 90' Erik Mykland |
| - Debuut van Ulrich van Gobbel (Feyenoord) voor Nederland. - Debuut van Geirmund Brendesæter (SK Brann) voor Noorwegen.                                     |              | |

### Zestiende ontmoeting
| EK 1996 kwalificatie (Oslo, Noorwegen, 12 oktober 1994): |              | |
| Noorwegen | 1 – 1        | Nederland |
| Kjetil Rekdal 52' (pen.) | goals        | 22' Bryan Roy |
| Egil Olsen | bondscoach   | Dick Advocaat |
| Erik Thorstvedt Pål Lydersen Henning Berg Tore Pedersen Stig Inge Bjørnebye Sigurd Rushfeldt 63' Lars Bohinen Kjetil Rekdal Erik Mykland Øyvind Leonhardsen Jan Åge Fjørtoft 77' | opstellingen | Ed de Goey 77' Michael Reiziger Danny Blind Stan Valckx Frank de Boer Aron Winter Wim Jonk Rob Witschge Marc Overmars 70' Dennis Bergkamp Bryan Roy |
| Jostein Flo 63' Geir Frigård 77' | wissels      | 70' Ronald de Boer 77' Ulrich van Gobbel |
| | gele kaarten | 43' Stan Valckx 48' Rob Witschge |
| - Debuut van Michael Reiziger (Ajax) voor Nederland. |              | |

### Zeventiende ontmoeting
| EK 1996 kwalificatie (Rotterdam, Nederland, 15 november 1995): |              | |
| Nederland | 3 – 0        | Noorwegen |
| Clarence Seedorf 48' Youri Mulder 88' Marc Overmars 89' | goals        | |
| Guus Hiddink | bondscoach   | Egil Olsen |
| Edwin van der Sar Michael Reiziger Danny Blind Frank de Boer Arthur Numan Richard Witschge 56' Glenn Helder 86' Clarence Seedorf Ronald de Boer Dennis Bergkamp 79' Marc Overmars | opstellingen | Frode Grodås 62' Karl Petter Løken Henning Berg Stig Inge Bjørnebye 58' Erik Mykland 81' Lars Bohinen Kjetil Rekdal Jahn Ivar Jakobsen Erland Johnsen Tore André Flo Jan Åge Fjørtoft |
| Edgar Davids 66' Youri Mulder 79' Johan de Kock 86' | wissels      | 58' Øyvind Leonhardsen 62' Alf Inge Håland 81' Ståle Solbakken |
| Frank de Boer 14' Clarence Seedorf 51' | gele kaarten | 32' Kjetil Rekdal |

### Achttiende ontmoeting
| Vriendschappelijk (Bodø, Noorwegen, 21 augustus 2002): |              | |
| Noorwegen | 0 – 1        | Nederland |
| | goals        | 71' Edgar Davids |
| Nils Johan Semb | bondscoach   | Dick Advocaat |
| Frode Grodås Christer Basma 82' Henning Berg Ronny Johnsen 46' Thomas Pereira 66' Jo Tessem 46' Roar Strand 78' Trond Andersen Eirik Bakke John Arne Riise Sigurd Rushfeldt 66' | opstellingen | Edwin van der Sar Fernando Ricksen Michael Reiziger Frank de Boer Wilfred Bouma 84' Mark van Bommel Phillip Cocu Andy van der Meyde Patrick Kluivert 46' Boudewijn Zenden 46' Ruud van Nistelrooij |
| Claus Lundekvam 46' Ole Gunnar Solskjær 46' Øyvind Leonhardsen 66' Frode Johnsen 66' Fredrik Winsnes 78' Tommy Berntsen 82'                                                     | wissels      | 46' Edgar Davids 46' Jimmy Floyd Hasselbaink 84' Paul Bosvelt |
| | gele kaarten | |
| - Debuut van Tommy Berntsen (FK Lyn) voor Noorwegen. |              | |

### Negentiende ontmoeting
| WK 2010 kwalificatie (Oslo, Noorwegen, 15 oktober 2008): |              | |
| Noorwegen | 0 – 1        | Nederland |
| | goals        | 63' Mark van Bommel |
| Åge Hareide | bondscoach   | Bert van Marwijk |
| Jon Knudsen Jon Inge Høiland Kjetil Wæhler Brede Hangeland John Arne Riise Henning Hauger 84' Steffen Iversen Fredrik Winsnes Christian Grindheim Morten Gamst Pedersen 76' John Carew | opstellingen | Edwin van der Sar Dirk Marcellis André Ooijer Joris Mathijsen Giovanni van Bronckhorst Dirk Kuijt Demy de Zeeuw 76' Rafael van der Vaart Mark van Bommel 26' Ryan Babel 57' Klaas-Jan Huntelaar |
| Tarik Elyounoussi 76' Thorstein Helstad 84' | wissels      | 26' Ibrahim Afellay 57' Robin van Persie 76' Wesley Sneijder |
| Brede Hangeland 35' Henning Hauger 68' | gele kaarten | |

### Twintigste ontmoeting
| WK 2010 kwalificatie (Rotterdam, Nederland, 10 juni 2009): |              | |
| Nederland | 2 – 0        | Noorwegen |
| André Ooijer 33' Arjen Robben 52' | goals        | |
| Bert van Marwijk | bondscoach   | Egil Olsen |
| Maarten Stekelenburg John Heitinga André Ooijer Joris Mathijsen Giovanni van Bronckhorst 46' Robin van Persie 83' Stijn Schaars Rafael van der Vaart Mark van Bommel Arjen Robben 78' Dirk Kuijt | opstellingen | Jon Knudsen Jon Inge Høiland Morten Fevang Kjetil Wæhler John Arne Riise 42' Bjørn Helge Riise 79' Fredrik Winsnes Henning Hauger 67' Christian Grindheim Morten Gamst Pedersen John Carew |
| Edson Braafheid 46' Ryan Babel 78' Klaas-Jan Huntelaar 83' | wissels      | 42' Daniel Braaten 67' Per Ciljan Skjelbred 79' Alexander Tettey |
| | gele kaarten | 19' Christian Grindheim 42' Morten Gamst Pedersen |
| - Debuut van Morten Fevang (Odd) voor Noorwegen. |              | |

KNVB ·
A-internationals ·
Bondscoaches (m) ·
Topscorers ·
Nederlands vrouwenelftal ·
Bondscoaches (v) ·
Nederland B ·
Olympisch elftal ·
Jong Oranje ·
Nederland –20 ·
Nederland –19 ·
Nederland –18 ·
Nederland –17 ·
Nederland –16 ·
Nederland –15 ·
Nederlands amateurelftal ·
Nederlands zaterdagelftal ·
Jong OranjeLeeuwinnen ·
Vrouwen –20 ·
Vrouwen –19 ·
Vrouwen –18 ·
Vrouwen –17 ·
Vrouwen –16 ·
Vrouwen –15 ·
Militair mannenelftal ·
Militair vrouwenelftal ·
Strandteam ·
Vrouwen Strandteam ·
Futsalteam ·
Vrouwen Futsalteam

EK-wedstrijden ·
WK-wedstrijden ·
Resultaten kwalificaties en eindronden ·
Nederland B-wedstrijden ·
Officieuze wedstrijden ·
EK-wedstrijden vrouwen ·
WK-wedstrijden vrouwen ·
Resultaten vrouwen kwalificaties en eindronden
1905 – 1919 ·
1920 – 1929 ·
1930 – 1939 ·
1940 – 1949 ·
1950 – 1959 ·
1960 – 1969 ·
1970 – 1979 ·
1980 – 1989 ·
1990 – 1999 ·
2000 – 2009 ·
2010 – 2019 ·
2020 – 2029
2015 ·
2016 ·
2017 ·
2018 ·
2019 ·
2020 ·
2021 · 
2022
EK's: 1976 · 
1980 · 
1988 · 
1992 · 
1996 · 
2000 · 
2004 · 
2008 · 
2012 · 
2020 · 
2024
WK's: 1934 · 
1938 · 
1974 · 
1978 · 
1990 · 
1994 · 
1998 · 
2006 · 
2010 · 
2014 · 
2022
OS: 1908 ·
1912 ·
1920 ·
1924 ·
1928 ·
1948 ·
1952 ·
2008
Albanië ·
Andorra ·
Argentinië ·
Armenië ·
Australië ·
België ·
Bosnië en Herzegovina ·
Brazilië ·
Bulgarije ·
Canada ·
Chili ·
China ·
Colombia ·
Costa Rica ·
Curaçao ·
Cyprus ·
DDR ·
Denemarken ·
Duitsland ·
Ecuador ·
Egypte ·
Engeland ·
Estland ·
Faeröer ·
Finland ·
Frankrijk ·
GOS · 
Georgië ·
Ghana ·
Gibraltar ·
Griekenland ·
Hongarije ·
Ierland ·
IJsland ·
Indonesië ·
Iran ·
Israël ·
Italië ·
Ivoorkust ·
Japan ·
Joegoslavië ·
Kameroen ·
Kazachstan ·
Kroatië ·
Letland ·
Liechtenstein ·
Luxemburg ·
Malta ·
Marokko ·
Mexico ·
Moldavië ·
Montenegro ·
Nederlandse Antillen ·
Nigeria ·
Noord-Ierland ·
Noord-Macedonië ·
Noorwegen ·
Oekraïne ·
Oostenrijk ·
Paraguay ·
Peru ·
Polen ·
Portugal ·
Qatar ·
Roemenië ·
Rusland ·
Saarland ·
San Marino ·
Saoedi-Arabië ·
Schotland ·
Senegal ·
Servië en Montenegro ·
Slovenië ·
Slowakije ·
Sovjet-Unie ·
Spanje ·
Suriname ·
Thailand ·
Tsjechië ·
Tsjecho-Slowakije ·
Tunesië ·
Turkije ·
Uruguay ·
Verenigd Koninkrijk ·
Verenigde Staten ·
Wales ·
Wit-Rusland ·
Zuid-Afrika ·
Zuid-Korea ·
Zweden ·
Zwitserland
Argentinië (1978) ·
Argentinië (2006) ·
Argentinië (2014) ·
Argentinië (2022) ·
Australië (2014) ·
Brazilië (2014) ·
Chili (2014) · 
Costa Rica (2014) ·
Denemarken (2010) ·
Denemarken (2012) ·
Duitsland (2012) · 
Ecuador (2022) · 
Frankrijk (2008) ·
Italië (2008) ·
Ivoorkust (2006) ·
Japan (2010) ·
Kameroen (2010) ·
Mexico (2014) · 
Noord-Macedonië (2021) · 
Oekraïne (2021) · 
Oostenrijk (2021) · 
Portugal (2006) ·
Portugal (2012) ·
Portugal (2019) ·
Qatar (2022) ·
Roemenië (2008) ·
Rusland (2008) ·
San Marino (2011) ·
Senegal (2022) ·
Servië en Montenegro (2006) ·
Sovjet-Unie (1988) ·
Spanje (2010) ·
Spanje (2014) ·
Tsjechië (2021) · 
Uruguay (2010) ·
Verenigde Staten (2022) · 
West-Duitsland (1974)
NFF · A-internationals · Selecties · Bondscoaches · Noors vrouwenelftal · Olympisch elftal · Noorwegen U21 · Noorwegen U20 · Noorwegen U19 · Noorwegen U18 · Noorwegen U17 · Noorwegen U16 · Vrouwen U17
1908 – 1919 ·
1920 – 1929 ·
1930 – 1939 ·
1940 – 1949 ·
1950 – 1959 ·
1960 – 1969 ·
1970 – 1979 ·
1980 – 1989 ·
1990 – 1999 ·
2000 – 2009 ·
2010 – 2019 ·
2020 − 2029
EK 2000
WK 1938 ·
WK 1994 ·
WK 1998
OS 1912 · 
OS 1920 · 
OS 1936 · 
OS 1952 · 
OS 1984
1908 ·
1909 ·
1910 ·
1911 ·
1912 · 
1913 · 
1914 · 
1915 · 
1916 · 
1917 · 
1918 · 
1919 · 
1920 · 
1921 · 
1922 · 
1923 · 
1924 · 
1925 · 
1926 · 
1927 · 
1928 · 
1929 · 
1930 · 
1931 · 
1932 · 
1933 · 
1934 · 
1935 · 
1936 · 
1937 · 
1938 · 
1939 · 
1940 – 1944 · 
1945 · 
1946 · 
1947 · 
1948 · 
1949 · 
1950 · 
1952 · 
1952 · 
1953 · 
1954 · 
1955 · 
1956 · 
1957 · 
1958 · 
1959 · 
1960 · 
1961 · 
1962 · 
1963 · 
1964 · 
1965 · 
1966 · 
1967 · 
1968 · 
1969 · 
1970 · 
1971 · 
1972 · 
1973 · 
1974 · 
1975 · 
1976 · 
1977 · 
1978 · 
1979 · 
1980 · 
1981 · 
1982 · 
1983 · 
1984 · 
1985 · 
1986 · 
1987 · 
1988 · 
1989 · 
1990 ·
1991 · 
1992 · 
1993 · 
1994 · 
1995 · 
1996 · 
1997 · 
1998 · 
1999 · 
2000 · 
2001 · 
2002 · 
2003 · 
2004 · 
2005 · 
2006 · 
2007 · 
2008 · 
2009 · 
2010 · 
2011 · 
2012 · 
2013 · 
2014 · 
2015 · 
2016 · 
2017 · 
2018 ·
2019 ·
2020 ·
2021 ·
2022 ·
2023 ·
2024
Albanië ·
Argentinië ·
Armenië ·
Australië ·
Azerbeidzjan ·
Bahrein ·
België ·
Bermuda ·
Bosnië en Herzegovina ·
Brazilië ·
Bulgarije ·
China ·
Colombia ·
Costa Rica ·
Cyprus ·
Denemarken ·
DDR ·
Duitsland ·
Egypte ·
Engeland ·
Estland ·
Faeröer ·
Finland ·
Frankrijk ·
Georgië ·
Ghana ·
Gibraltar ·
Grenada ·
Griekenland ·
Guatemala ·
Honduras ·
Hongarije ·
Hongkong ·
Ierland ·
IJsland ·
Israël ·
Italië ·
Jamaica ·
Japan ·
Joegoslavië ·
Jordanië ·
Kameroen ·
Kazachstan ·
Koeweit ·
Kosovo ·
Kroatië ·
Letland ·
Litouwen ·
Luxemburg ·
Malta ·
Marokko ·
Mexico ·
Moldavië ·
Montenegro ·
Nederland ·
Nieuw-Zeeland ·
Nigeria ·
Noord-Ierland ·
Noord-Korea ·
Noord-Macedonië ·
Oekraïne ·
Oman ·
Oostenrijk ·
Panama ·
Paraguay ·
Polen ·
Portugal ·
Qatar ·
Roemenië ·
Rusland ·
Saarland ·
San Marino ·
Saoedi-Arabië ·
Schotland ·
Senegal ·
Servië ·
Servië en Montenegro ·
Singapore ·
Slovenië ·
Slowakije ·
Sovjet-Unie ·
Spanje ·
Thailand ·
Trinidad en Tobago ·
Tsjechië ·
Tsjecho-Slowakije ·
Tunesië ·
Turkije ·
Uruguay ·
Verenigde Arabische Emiraten ·
Verenigde Staten ·
Verenigd Koninkrijk ·
Wales ·
Wit-Rusland ·
Zuid-Afrika ·
Zuid-Korea ·
Zweden ·
Zwitserland